# Olesia Rykhliuk
Lessia Volodymyrivna Rykhliouk (ukrainien : Леся Володимирівна Рихлюк), dite Olesia Rykhliuk, est une joueuse de volley-ball ukrainienne née le 11 décembre 1987 à Kiev. Elle mesure 1,96 m et joue au poste d'attaquante. 

## Clubs
| Club                 | De        | À         |
| -------------------- | --------- | --------- |
| Jenestra Odessa      | 2001-2002 | 2009-2010 |
| Sirio Perugia        | 2010-2011 | 2010-2011 |
| Beşiktaş İstanbul    | jan 2011  | mai 2011  |
| IBK Altos            | 2011-2012 | 2012-2013 |
| VBC Voléro Zurich    | 2013-2014 | 2016-2017 |
| Beşiktaş İstanbul    | 2017-2018 | 2018-2019 |
| Galatasaray İstanbul | 2019-2020 | …         |

## Palmarès

### Clubs
- Championnat d'Ukraine
  - Vainqueur : 2003, 2004.
  - Finaliste : 2005, 2007, 2008, 2010.
- Coupe d'Ukraine
  - Vainqueur : 2003, 2010.
  - Finaliste : 2008.
- Championnat de Corée du Sud
  - Vainqueur : 2013.
- Coupe de Suisse
  - Vainqueur: 2014, 2015, 2016, 2017.
- Championnat de Suisse
  - Vainqueur : 2014, 2015, 2016, 2017.
- Supercoupe de Suisse
  - Vainqueur : 2016.

### Distinctions individuelles
- Championnat du monde des clubs de volley-ball féminin 2015 : Meilleure attaquante[3]